# ليلى لحلو
ليلى لحلو، كاتبة مغربية وهي كاتبة رواية لا تنسي الله التي نُشرت باللغة العربية في الدار البيضاء في المغرب عام 1987. فلا تنسي الله هو كتاب توضيحي لصراع امرأة مع سرطان الثدي وتجربتها الغامضة اللاحقة.
يعد الكتاب رحلة في الخلاص الروحي ومناقشة صريحة حول جسد المرأة، فتصف الشخصية الرئيسية في الكتاب جسدها تصويرياً عندما تقوم بفحص نفسها بحثاً عن علامات وجود السرطان الذي يستهلكها ويقضي عليها وفق رأي الأطباء. قامت بترك جلسات العلاج الطبية بسبب الأمل الضئيل في الشفاء، لتجد نفسها معافاة تماماً بعد حلمها بأن الرسول محمد ﷺ قد لمسها.
تناقش الكاتبة هنا العادات الإسلامية في الأدب الديني وتعيد تعريفها. وكما علق «مالتي دوجلاس»، المتخصص في الأدب العربي بأننا نجد أن الكاتبة ترغمنا، بدعوتها الدائمة للقارئ، على النظر إلى جسد الشخصية. ويضيف «لا أستطيع إيجاد نص قوي في وصف كهذا». وتعد ليلى لحلو إحدى الكاتبات التي وسّعت نطاق الحدود الموضوعة حول دور جسد المرأة أو التجربة الروحية للمرأة في الأدب الإسلامي.